# Coscinoptycha improbana
Coscinoptycha improbana là một loài bướm đêm thuộc họ Carposinidae và là loài duy nhất của chi Coscinoptycha. Nó là loài bản địa của Úc, ở đó nó được tìm thấy từ Eungella ở Queensland xuống khắp New South Wales, Victoria và Tasmania. Nó cũng xuất hiện ở đảo Norfolk và cũng được ghi nhận ở New Zealand từ năm 1997.
Con trưởng thành bay quanh năm. Ấu trùng ăn các loài Psidium (bao gồm Psidium guajava), Acca sellowiana, Macadamia integrifolia, Eriobotyra japonica, Prunus domestica, Prunus persicae, Pyrus pyrifolia, các loài Citrus (bao gồm Citrus unshiu và Citrus limon), Cassine australis và Schizomeria ovata. Chúng đục quả cây chủ.